# Кузьменко Юлія Василівна
Юлія Василівна Кузьменко (1978 р.н.) — українська науковиця, доктор педагогічних наук, доцент, професор кафедри загальноправових дисциплін Херсонського факультету Одеського державного університету внутрнішніх справ.

## Життєпис
Народилась у 1978 році.

### Здобуття вищої освіти
У 2000 році закінчила Херсонський державний педагогічний університет, спеціальність «Педагогіка і методика середньої освіти».
У 2005 році — Херсонський державний університет, спеціальність «Економічна теорія».
У 2019 році закінчила Міжнародний класичний університет імені Пилипа Орлика, спеціальність «Право».

## Науково-педагогічна робота
Південноукраїнський регіональний інститут післядипломної освіти педагогічних кадрів, 3.01.2006–31.08.2007, викладач кафедри теорії і методики виховної роботи.
Приватний вищий заклад «Міжнародний університет бізнесу і права», 3.09.2007–18.01.2008, доцент кафедри міжнародних економічних відносин.
Херсонський інститут Харківського національного університету внутрішніх справ 20.01.2008–2015, доцент кафедри економіки і фінансів.
Комунальний вищий навчальний заклад «Херсонська академія неперервної освіти», 31.10.2011–01.09.2015, доцент кафедри теорії і методики викладання соціально-економічних дисциплін (за сумісництвом).
Комунальний вищий навчальний заклад «Херсонська академія неперервної освіти», 12.02.2018–23.08.2018, професор кафедри теорії і методики виховання, психології та інклюзивної освіти.
Херсонський факультет Одеського державного університету внутрішніх справ, 1.10.2018 — сьогодні, професор кафедри адміністративного права та адміністративного процесу.

## Наукова діяльність
Захистила дисертацію на здобуття наукового ступеня кандидата педагогічних наук у Південноукраїнському регіональному інституті післядипломної освіти педагогічних кадрів, 13.10.2006, 13.00.02 — теорія і методика трудового навчання, тема: «Методика формування культури праці учнів основної школи на уроках обслуговуючої праці».
14 квітня 2011 року Рішенням Атестаційної колегії присвоєно вчене звання доцента кафедри економіки і фінансів.
Захистила дисертацію на здобуття наукового ступеня доктора педагогічних наук у Комунальному вищому навчальному закладі «Херсонська академія неперервної освіти» 18.11.2016, 13.00.01 — загальна педагогіка та історія педагогіки, тема: «Теорія і практика формування освітньої складової фахівців з трудової підготовки (50-ті роки XX — початок XXI століття)».
Має більше 250 публікацій, за останні 6 років, які пропрацювала на Херсонському факультеті Одеського державного університету було опубліковано 86 праць, з них 77 наукових та 10 навчально-методичного характеру, в тому числі 3 публікації в періодичних виданнях, які включені до науково-метричної бази Scopus та Web of Science.
2020 року пройшла науково-педагогічне стажування на тему «Інноваційні методики організації навчального процесу студентів юридичного факультету в Україні та країнах ЕС» в обсязі 6 кредитів (180 годин) на базі Університету Марії-Кюрі-Склодовської (Польща, м. Люблин).
2022 року пройшла науково-педагогічне стажування на тему «Вища юридична освіта в Європейському Союзі: досвід, особливості, цифровізація» в обсязі 6 кредитів (180 годин) на базі Куявського університету (Польща, Влоцлавек).
У жовтні 2017 р. склала іспит із знання англійської мови на рівні В2.
Під керівництвом Кузьменко Ю. В. захищено 4 кандидатські дисертації на здобуття наукового ступеня кандидат педагогічних наук, неодноразово виступала офіційним опонентом, рецензентом навчальних посібників та підручників.
Член редакційної колегії наукового фахового видання «Педагогічний альманах».
Основні напрями наукового пошуку
Нарощення людського капіталу фахівців; правові аспекти фінансування державних та недержавних установ.

### Короткий перелік наукових праць останніх років
- Кузьменко Ю. В. Банківська діяльність в Україні: правовий аспект. Юридичний бюлетень. 2018. Вип. 7. Ч. 2. С. 98–102.
- Кузьменко Ю. В. Бюджетный кодекс Украины — основной финансово-правовой документ государства. Доклады Казахской академии образования. 2018. № 4. С. 273—282.
- Кузьменко Ю. В. Правове поле України у сфері протидії рейдерству. Науковий вісник Херсонського державного університету. Юридичні науки. Херсон, 2018.  Випуск 4. Том 2.  С.12–15.
- Кузьменко Ю. В. Правнича освіта в Україні в умовах модернізації вищої школи. Журнал східноєвропейського права. 2019. № 62. С. 6–11. Електронне науково-практичне фахове видання.
- Кузьменко Ю. В. Трансформація фінансового законодавства України для врегулювання правничого статусу криптовалют. Підприємство, господарство і право. 2019. № 4 (278). С. 157—161.
- Кузьменко Ю. В. Протидія домашньому насиллю: новели законодавства України. Право і суспільство. 2019. № 2. Ч. 1. С. 131—136.
- Кузьменко Ю. В. Адміністративна відповідальність як складник механізму протидії корупції в Україні. Науковий вісник міжнародного гуманітарного університету. Серія «Юриспруденція». Одеса, 2019. № 39. С. 54–56.
- Кузьменко Ю. В. Декларування — один із шляхів запобігання корупції: адміністративно-правовий аспект. Право і суспільство, 2019. № 5. С. 50–55.
- Кузьменко Ю. В. Адміністративна діяльність Національної поліції: протидія та запобігання домашнього насильства. Прикарпатський юридичний вісник, 2019 р. № 2. С. 99–102. http://www.pjv.nuoua.od.ua/v2_2019/22.pdf.
- Кузьменко Ю. В. Реформування системи юридичної вищої освіти в Україні. Педагогічний альманах: збірник наукових праць / редкол. В. В. Кузьменко (голова) та ін. Херсон, 2019. Вип. 42. С. 70–75.
- Olga Vakulyk, Pavlo Petrenko, Iulia Kuzmenko, Maksym Pochtovyi, Ruslan Orlovskyi. Cybersecurity as a component of the national security of the state. Journal of Security and Sustainability Issues. 2020 March. Volume 9. Number 3. P. 776—784.
- Кузьменко Ю. В. Мошенничество с использованием банкоматов и банковских платежных карточек. Legea si Viata, 2020. № 6-7(342—343). С. 95–99.
- Кузьменко Ю. В. Інтелект-карти в освітньому процесі підготовки майбутніх юристів. Scientific and pedagogic internship «Innovative methods for the organization of educational process for law students in Ukraine and EU countries»: Internship proceedings, Janury 20 — February 28, 2020. Lublin. P. 72–76.
- Кузьменко Ю. В. Адміністративно-правовий аспект регулювання земельних орендних відносин. Юридичний бюлетень. 2020. Вип. 13. С. 118—123.
- Кузьменко Ю. В. Аналіз правового механізму заборони катувань в Україні. Юридичний бюлетень. 2020. Вип. 14. С. 49-54.
- Кузьменко Ю. В., Думанський Р. В. Поширення торгівлі людьми в умовах збройного конфлікту на сході України. Юридичний бюлетень. 2021. Вип. 18. С. 44–49.
- Кузьменко Ю. В., Шабага Т. М. Дотримання конституційних засад у процесі прийняття державного бюджету. Юридичний бюлетень. 2021. Вип. 18. С. 50–55.
- Ivanyshchuk Andriy, Kuzmenko Iuliia, Solovei  Oleksii, Ustiuzhaninova Olha, Dmytrenko Natalia. Foreign experience of involving citizens in combating criminal offenses. Journal of law and political sciences. Vol. 27, issue 2. 2021. P.139–161. Emerging Sources Citation Index (ESCI).
- Кузьменко Ю. В. Державний фінансовий контроль: адміністративно-правові аспекти. Юридичний бюлетень. 2022. Вип. 24. С. 122—127.
- Maksymchuk B., Sarancha I., Husak A., Avramenko O., Kuzmenko I., Kuzmenko V., Slyusarenko N., Chepurna L., Pankevych V., Babii I., & Maksymchuk I. (2022). Implementing the Course «Human Rights» for Children with Special Needs under the Changed Socio-Educational Conditions. Revista Romaneasca Pentru Educatie Multidimensionala, 2022, 14(3), 428—443. https://doi.org/10.18662/rrem/14.3/617.
- Halunko V., Denysova A., Kuzmenko I., Liubchyk V. TAX EVASION IS A NEGATIVE FACTOR OF THE ECONOMIC SECURITY OF UKRAINE // // The latest philosophical achievements of the development of modern jurisprudence: collective monograph / Kuzmenko I., Koropatov O., Zalievska I., Dumanskyi R. — etc. — Іnternational Science Group. — Boston: Primedia eLaunch, 2023. 126 р. Р. 15-23.
- Кузьменко Ю. В., Коропатов О. М., Думанський Р. В. Адміністративно-правове забезпечення захисту об'єктів критичної інфраструктури України під час воєнного стану. Юридичний бюлетень. 2022. Вип. 27. С. 59-65.
- Кузьменко Ю., Ворогушина А. Особливості виїзду за кордон в умовах воєнного стану // Розвиток сучасної освіти і науки: результати, проблеми, перспективи. Том ХІV: Виміри сталого розвитку в теорії та практиці / [Ред.: Я. Ґжесяк, І. Зимомря, В. Ільницький]. Конін — Ужгород — Перемишль — Херсон: Посвіт, 2023. 182 с. C. 146—148. (Матеріали XIV-ї Міжнародної науково-практичної конференції 21 квітня 2023 року)
- Галунько В. М., Кузьменко Ю. В. Ухилення від оподаткування — дестабілізуючий чинник економічної безпеки країни. Юридичний бюлетень. 2023. Вип. 28. С. 82-87.
- Kuzmenko I., Koropatov O, Liubchyk V., Dumanskyi R. Legal aspects of protection of critical infrastructure objects in Ukraine during marital state. Department of Administrative Law and Administrative Procedure (Kherson Faculty of Odessa State University of Internal Affairs, Kherson, Ukraine): Scientific opinions about law and history: collective monograph / Kuzmenko I., Koropatov O., Liubchyk V., Dumanskyi R. — etc. — Іnternational Science Group. — Boston: Primedia eLaunch, 2022. 240 р. С. 7-15.